# Паук Адольф Юханович
Адольф Юханович Паук (27 січня 1902, місто Нарва, тепер Естонія — загинув 28 серпня 1941, крейсер-міноносець «Яків Свердлов», Балтійське море) — радянський естонський діяч, секретар ЦК КП(б) Естонії, 1-й секретар Нарвського міського комітету КП(б) Естонії. Член Бюро ЦК КП Естонії в 1941 році. Депутат тимчасової Верховної ради Естонської РСР.

## Життєпис
Народився в родині теслі. З 1912 по 1914 рік навчався в російській початковій церковнопарафіяльній школі в Нарві, у 1914—1915 роках — у початковій чоловічій школі в місті Ямбурзі. Влітку працював пастухом на місцевих фермах.
З 1915 по 1919 рік навчався в Ямбурзькому реальному училищі, навчання не закінчив. У 1918 році його батько став членом Ямбурзької робітничої асоціації, брав участь у землевпорядних роботах. У червні 1919 року родина втекла до міста Нарви від білогвардійців російської Північно-Західної армії.
З 1921 по липень 1922 року працював на будівництві в Нарві, а потім до вересня 1922 року чорноробом на гідроелектростанції Ліннамяе в Харьюмаа. Звідти повернувся до Нарви, де до 21 січня 1924 року працював посильним у конторі газети «Пеевалехте».
У серпні 1922 року став членом Естонської робітничої партії. У 1923 році — секретар Комітету молоді Естонської робітничої партії. Восени 1923 року організував Нарвську комуністичну молодіжну асоціацію, був кандидатом від Об'єднаного робітничого фронту на виборах до міської ради Нарви. Член Комуністичної партії Естонії з 1923 року.
21 січня 1924 року був заарештований поліцією. На «Процесі 149 комуністів» 10 листопада 1924 року засуджений до довічної каторги. 7 травня 1938 року звільнений із каторги за загальною амністією. З травня по жовтень 1938 працював шевцем у майстерні взуття в Нарві. З жовтня 1938 по травень 1940 року не працював, хворів на легеневі хвороби. У травні 1939 року Адольф Паук був відправлений до санаторію для легеневих хворих Таагепера завдяки благодійність міської влади Нарви.
Підтримував окупацію Естонії радянськими військами, у травні 1940 року був уповноваженим Нелегального бюро КП Естонії в місті Нарві.
У червні 1940 — лютому 1941 року — 1-й секретар Нарвського міського комітету КП(б) Естонії.
8 лютого — 28 серпня 1941 року — секретар ЦК КП(б) Естонії з кадрів.
На початку німецько-радянської війни брав участь у формуванні Нарвського трудового полку, який вважався 11-ю стрілецькою дивізією 8-ї армії. Належав до підпільного партосередку, створеного за рішенням ЦК КП(б) Естонії. Евакуювався з міста Таллінна на військовому крейсері-міноносці «Яків Свердлов», який був затоплений німецьким флотом 28 серпня 1941 року в Фінській затоці Балтійського моря.